# Aedia leucomelas
« Clair-obscur (papillon) » redirige ici. Pour les autres significations, voir Clair-obscur (homonymie).
Espèce
Le Clair-obscur (Aedia leucomelas) est une espèce de lépidoptères (papillons) de la famille des Noctuidae.

## Répartition
Cette espèce a une large distribution : Europe (Bulgarie, France, Italie), Afrique, Asie tropicale et Australie notamment.

## Biologie
Les plantes hôtes sont des Convolvulus et Ipomoea, dont Ipomoea batatas, la patate douce.